# Ermita de San Pedro (Cinctorres)
La ermita de San Pedro está ubicada a unos 3 kilómetros al suroeste de la población de Cinctorres, en la partida de su nombre. Se accede a la ermita por la misma pista que lleva a la Ermita de San Marcos.

## Historia
Construida a principios del siglo XVII (aunque no se sabe muy cierta la fecha, sí que hay documentación que indica que ya estaba construida en 1627), fue restaurada a finales del siglo XX, porque había sido utilizada como almacén de paja de las masías de las cercanías.
Hay documentación que acredita que ya en 1633 se celebraban misas en este ermitorio, fundamentalmente en honor a san Pedro Mártir.

## Descripción
La ermita presenta planta rectangular (de 22 metros de largo por unos 9 de ancho en una sola nave), de fábrica de masonería y su cubierta que es a dos aguas, está apoyada sobre dos arcos de diafragma. El acceso al templo se hace por la fachada principal, que está a los pies, y se abre en arco de medio punto formado por amplias dovelas de piedra que enmarcan una puerta de madera con mirilla. El exterior es muy sencillo, sin decoración exterior excepto la espadaña con su campana sobre la pared lateral, de obra más moderna y de aires barrocos.
Muy cerca de la ermita, se encuentra la Torre de Navajas, torre medieval defensiva y de vigilancia, muy bien conservada.

## Fiestas y Tradiciones
El 29 de abril es la festividad de San Pedro Mártir, y es tradicional celebrar romería en su ermita el cuarto fin de semana de este mes.
Esta ermita, construida a principios del siglo XVII, fue fielmente restaurada a finales del siglo pasado, porque anteriormente servía como almacén de paja de un grupo de masías vecinales.